# Agathistoma fasciatum
Espèce
Agathistoma fasciatum est une espèce de petits gastéropodes marins à coquille spiralée, un mollusque de la famille des Turbinidae, les escargots au turban.

## Description
Le T. fasciata est plus petit que le T. lividomaculata, qui varie de 16 à 22 mm de haut, et légèrement plus large. Sa coquille est lisse, arrondie, aux motifs striés, colorés rouge ou jaune pâle à volutes brun foncé, souvent irréguliers, ceinturée de taches blanches. Une bande pâle est souvent présente à la périphérie de l'ouverture.

## Milieu
T. fasciata vit souvent sous les rochers à faible profondeur à marée basse, dans l'Océan Atlantique au sud de la Floride et dans les Antilles, mais aussi dans l'Océan Indien sur les côtes indiennes et sri-lankaises.